# خونثيانا
بلدية خونثيانا (بالإسبانية: Junciana) هي بلدية تقع في مقاطعة آبلة التابعة لمنطقة قشتالة وليون وسط إسبانيا.

## الديموغرافيا
يبلغ عدد سكان بلدية خونثيانا 65 نسمة عام 2011 (وفقاً للمعهد الوطني للإحصاء الإسباني).
| 100 | 106 | 101 | 85 | 105 | 84 | 65 |